# Morte civile
La morte civile è stata un istituto giuridico diffuso in Europa fino al XIX secolo, che consisteva nella privazione della capacità giuridica come conseguenza di una condanna giudiziale. Tale finzione giuridica, per mezzo della quale il condannato non veniva più considerato soggetto di diritto dall'ordinamento, comportava in capo a quest'ultimo la generale perdita di tutti i diritti civili e il conseguente allontanamento dalla società.
Al giorno d'oggi, in Italia, la morte civile non è più ammessa in quanto lesiva dei diritti fondamentali della persona: unica causa di perdita della capacità giuridica può essere soltanto la morte naturale. La Costituzione della Repubblica Italiana sancisce questo principio all'articolo 22, stabilendo che «nessuno può essere privato, per motivi politici, della capacità giuridica».

## La morte civile nella modernità

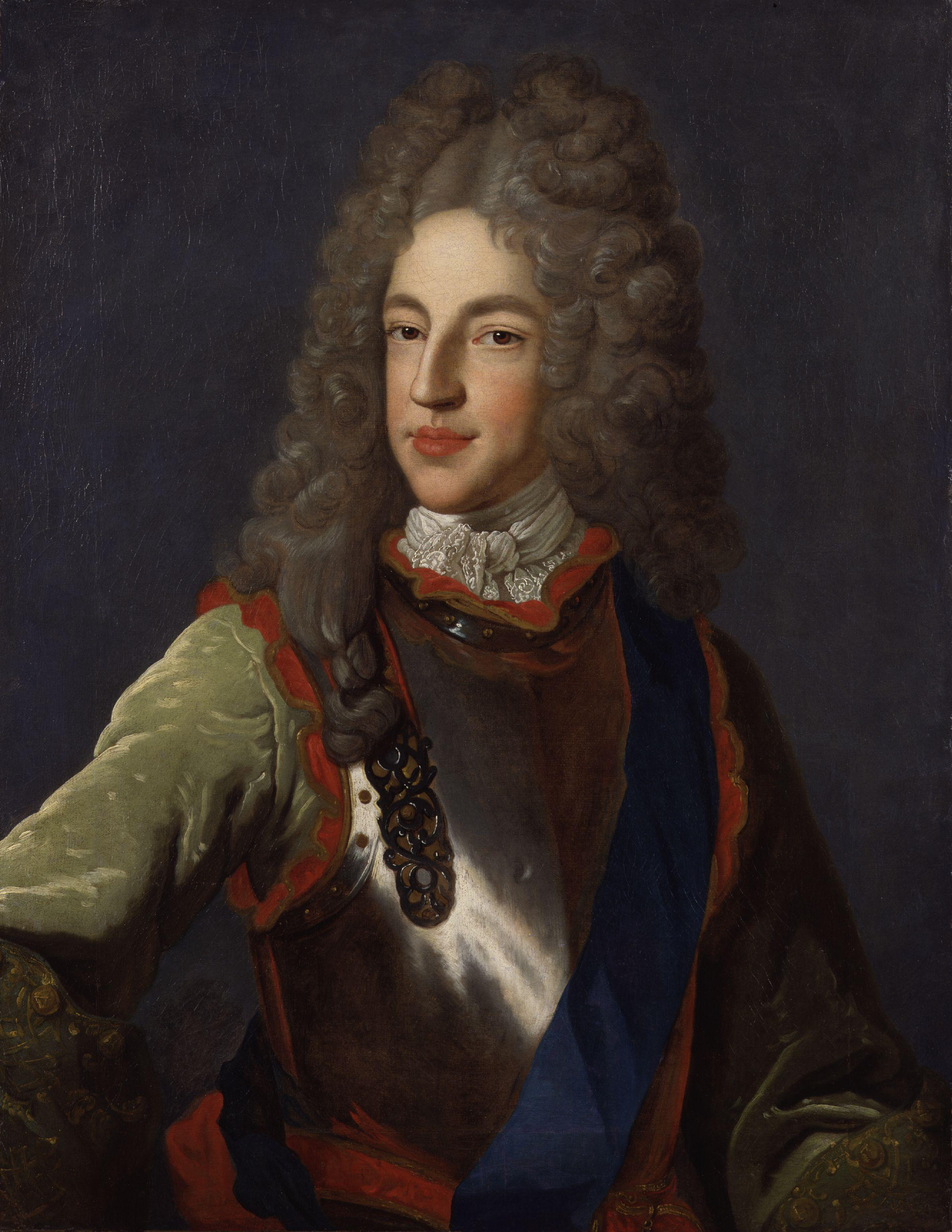
.

Fino a metà del XIX secolo determinate categorie di persone fisiologicamente viventi furono considerate come se fossero defunte e trattate giuridicamente come tali: i condannati alla pena capitale, i condannati ai lavori forzati a vita e i deportati.
Il Code Civil francese del 1804 prevedeva ancora, agli articoli 22 e seguenti, la morte civile, definita come «privazione de' diritti civili in conseguenza di condanne giudiziali».
Secondo tale codificazione, la morte civile aveva per conseguenza la perdita di ogni proprietà e l'apertura della successione a vantaggio degli eredi, come se il soggetto fosse morto naturalmente e senza testamento; inoltre, provocava lo scioglimento del matrimonio e il venir meno dei rapporti di parentela, la decadenza dall'ufficio di tutore, l'incapacità di stare in giudizio di persona e di prestare testimonianza e l'incapacità di concludere negozi giuridici.
Per quanto riguarda infine i beni sopravvenuti in seguito all'insorgere della morte civile e posseduti dal condannato al momento della sua morte naturale, venivano devoluti allo Stato.

## Abolizione della morte civile

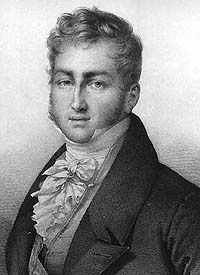
Il principe di Polignac fu ritenuto corresponsabile della Rivoluzione di luglio e condannato alla morte civile nel 1830, ma fu graziato sei anni dopo.

Nel corso del XIX secolo la morte civile fu progressivamente abolita dagli stati europei, in primo luogo dal Belgio nel 1831 e dalla Prussia nel 1848; in Francia, la norma del Code Civil fu abrogata parzialmente per i casi di deportazione nel 1850 e infine del tutto con la legge del 31 maggio 1854.
In alcuni ordinamenti l'istituto sopravvisse anche fino al XX secolo: fino al 1906 in Québec e fino al 1943 in Cile (in quest'ultimo caso limitatamente ai religiosi).

## Morte civile e morte presunta
Se la morte civile non è più ammessa negli ordinamenti moderni, permane tuttavia un particolare istituto che, in quanto a effetti giuridici, può essere considerato analogo alla condanna alla morte civile. La dichiarazione di morte presunta (che in Italia avviene, ai sensi dell'articolo 58 del codice civile, «quando sono trascorsi dieci anni dal giorno a cui risale l'ultima notizia dell'assente») stabilisce difatti per presunzione la morte naturale della persona di cui non si hanno più notizie, aprendone la successione e considerandola morta a tutti gli effetti.
A differenza della morte civile, la morte presunta non ha risvolti penalistici in quanto non presuppone una condanna giudiziale; semplicemente serve a tutelare le posizioni giuridiche di coloro che altrimenti verrebbero pregiudicati da uno stato di perenne incertezza (es. il coniuge che vuole risposarsi). Un'altra particolarità della morte presunta è la sua normale reversibilità, a fronte della ricomparsa del soggetto.